# Tinia

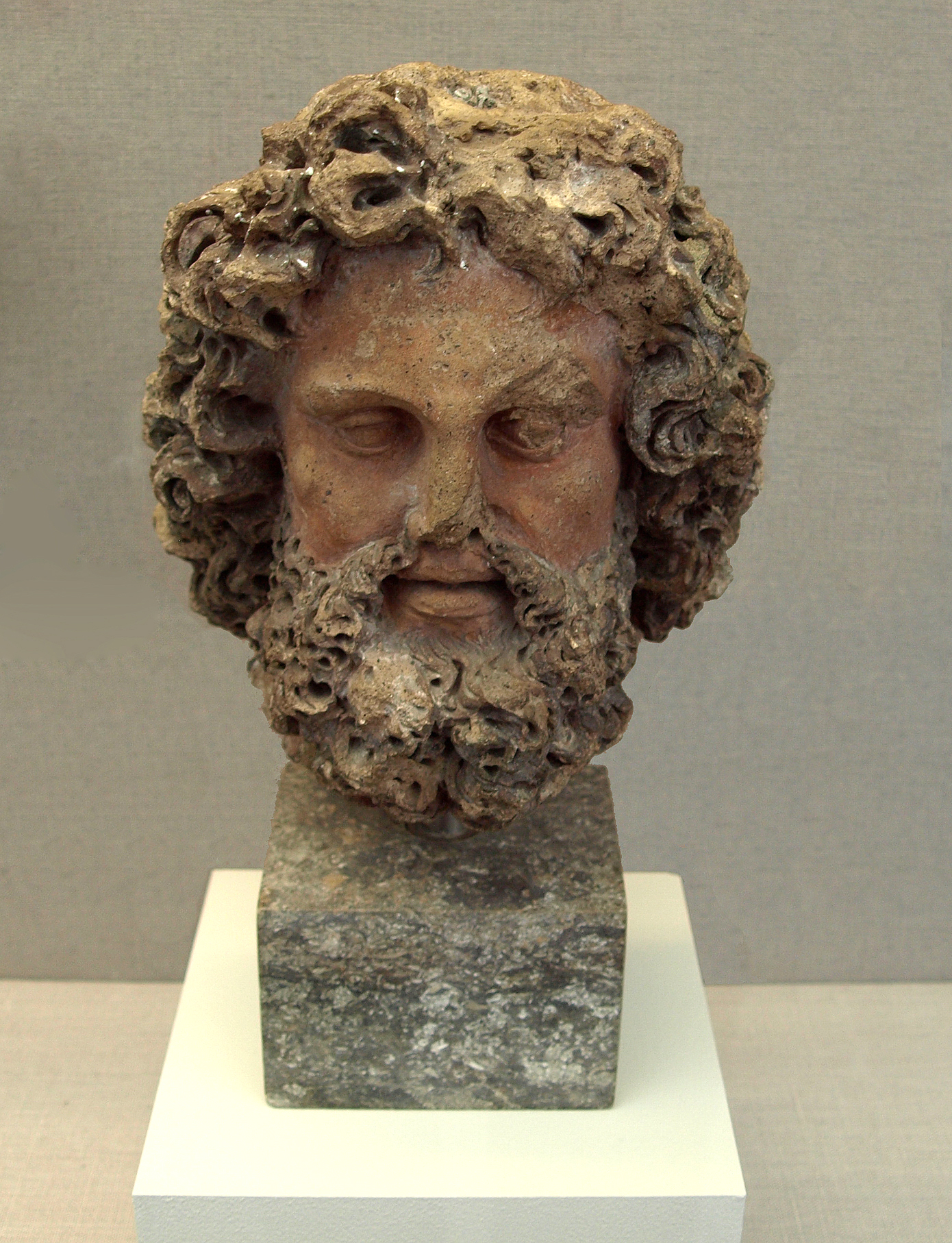
Tinia, zeul suprem al etruscilor. Teracotă din 300-250 î. Hr. Muzeul Staatliche Antikensammlungen, München.

Tinia, zeul suprem  din mitologia etruscă, element prim în triada maximă, împreună cu Uni și Menrva (identificată de romani cu triada Jupiter-Iuno-Minerva).
Tinia este în primul rând zeu al cerului (cerul fiind, în concepția etruscă, divizat în 16 zone, fiecare locuită de câte un zeu); după Pliniu cel Bătrân, în Istoria Naturală, triada făcea parte dintr-o eneadă care avea mai ales menirea lansării fulgerelor, acesta fiind și atributul principal, alături de conducerea universului, a lui Tinia. În ceea ce numiseră romanii disciplina etruscă, un rol principal în magia religioasă îl aveau cărțile fulgurante (atribuite nimfei Vegoe) cuprinzând principiile divinatorii ale interpretării, dar se pare și ale producerii fulgerelor și trăsnetelor. Cicero scrie: Etruscii au observat fulgerele și trăsnetele și au explicat multe fenomene și miracole ale naturii. (Despre divinație)